# Marino Boldrin
Marino Boldrin (Legnaro, 3 agosto 1915 – Padova, 2000) è stato un imprenditore e dirigente sportivo italiano.
È stato il presidente del Calcio Padova dal 1971 al 1975.

## Biografia
Titolare di un'azienda nel commercio d'abbigliamento all'ingrosso a Padova, diventa presidente del Calcio Padova all'inizio della stagione 1971-1972, con la squadra ad annaspare in Serie C. In questa categoria ci rimarrà per quattro anni, nei quali la squadra non ottiene risultati significativi. Nelle ultime due stagioni 1973-1974 e 1974-1975 il Padova rischia di sprofondare in Serie C2, concludendo i due campionati al tredicesimo e al quattordicesimo posto. Lascia l'incarico denunciando l'apatia di una città che non ha saputo supportare economicamente il suo operato.